# Idiostrangalia quadrisignata
Idiostrangalia quadrisignata är en skalbaggsart som beskrevs av Hayashi och Makihara 1981. Idiostrangalia quadrisignata ingår i släktet Idiostrangalia och familjen långhorningar.
Artens utbredningsområde är Nepal. Utöver nominatformen finns också underarten I. q. meoi.